# Ho sognato un angelo
Ho sognato un angelo (Penny Serenade) è un film del 1941 diretto da George Stevens.

## Trama
L'improvvisa morte per malattia di Trina, la figlioletta di sei anni, ha creato un incolmabile solco di silenzio e incomunicabilità tra Julie e Roger. Prima di lasciare il domicilio coniugale, la donna, attraverso un album di famiglia, costituito soprattutto dai dischi della loro vita, ripercorre le tappe della loro storia di amore.
Tornano quindi alla sua memoria il primo incontro in un negozio di dischi sulle note di You Were Meant for Me, il matrimonio celebrato alla vigilia del viaggio in Giappone del marito come corrispondente asiatico di un giornale newyorchese, l'avventurosa prima notte di nozze in treno. Le note di Japanese Sandman, le ricordano poi il drammatico soggiorno nel paese del Sol Levante, costatole la perdita del figlio di cui era incinta in seguito a un terremoto, e lo sgomento dopo aver appreso di non poter più procreare.
La successiva decisione di adottare un bambino si era poi dovuta scontrare con l'incerta situazione economica della famiglia: Roger aveva incautamente sperperato i proventi di una piccola eredità in un'improbabile avventura editoriale in un piccolo giornale di provincia, il Rosalia Courier. Ma, con l'aiuto di Applejack, confidente di vecchia data dei due e factotum al giornale, e di Miss Victoria Oliver, responsabile dell'orfanotrofio locale, insieme erano riusciti a superare i momenti di sconforto e le difficoltà burocratiche.
Le note di Holy Night, Silent Night accompagnano il ricordo di Trina, la bambina da loro adottata a sole cinque settimane di vita, la sua intelligenza, la sua prima recita natalizia. 
Roger raggiunge Julie, pronta per la partenza. Non ha argomenti da opporle. Concorda con lei sul fatto di aver fallito, di non aver saputo offrirle calore e sostegno nel quando ne aveva più bisogno. Nel momento dell'addio giunge una telefonata di Miss Oliver: ci sarebbe un bambino da adottare. "...Età: due anni, carattere: allegro, occhi: blu, capelli: biondi, fossetta sul mento", ovvero l'identikit che Julie e Roger avevano presentato alla loro prima richiesta di adozione. La coppia troverà dunque un buon motivo per rimanere unita e ritrovare la felicità.

## Distribuzione
Distribuito dalla Columbia Pictures, il film uscì nelle sale cinematografiche USA il 24 aprile 1941.